# Осёл Понуи
Осёл Понуи (англ. Ponui donkey) — единственная в мире порода диких ослов. Обитает на острове Понуи в заливе Хаураки у берегов Новой Зеландии.

## История
Остров Понуи был куплен у правительства Новой Зеландии Фредериком Чемберленом в 1854 году.
Вместе с другим домашним скотом из Нового Южного Уэльса на остров были завезены и ослы, и там образовалась дикая популяция. Поначалу основным вьючным животным у австралийцев была лошадь. Однако, лошади начали постоянно болеть употребив некоторые ядовитые растения, ослы оказались неуязвимы для них и с успехом заменили лошадь.
Осёл острова Понуи теперь имеет официальный статус породы. Он зарегистрирован Обществом ослов и мулов Новой Зеландии. Осёл Понуи внесён в список «редких» Обществом охраны редких пород Новой Зеландии. Встреченные в дикой природе эти особи проявляют дружелюбие, не пугливы.
Ослы этой породы получили распространение и на материковой части Новой Зеландии.
Селекционеры редких пород в настоящее время пытаются создать жизнеспособную, генетически чистую популяцию этих крепко сложенных и послушных ослов.

## Характеристика
Осёл Понуи послушный и крепкий, используется как вьючное животное. Высота около 1 метра в холке. Обычно он имеет светло-коричневый окрас с более темной полосой на спине, но может быть и шоколадным.